# 中拉穆縣
5°16′19″S 144°32′13″E / 5.272°S 144.537°E
中拉穆縣（英語：Middle Ramu District），是巴布亞新畿內亞的縣份之一，位於新畿內亞島東部，由馬當省負責管轄，首府設於艾奧梅，面積7,222平方公里，2011年人口78,892，人口密度每平方公里11人。